# 鹿鹅山遗址
鹿鹅山遗址位于中国云南省大理州大理市挖色镇康廊村的洱海边，是一处新石器时代至青铜时代遗址，下限至西汉晚期。

## 概况
鹿鹅山位于洱海东边一半岛上，山东西长1,000米，南北宽200米，高出洱海水面80余米，山体大部分岩石裸露，土层很薄。
鹿鹅山遗址位于山的西北部临海坡地上，文化层厚0.3-2米。1940年6月，吴金鼎到此调查，发现大量橙黄色碎陶片，并得残石斧2件。1960年前后，农民在此地开荒，遗址受到破坏。1964年11月，云南省考古工作队和大理县文化馆至遗址考察，收集到长58厘米铜剑1件、铜矛5件、铜犁1件、残石斧1件、陶纺轮2件、碎陶片若干。1983年，市文管所进行文物普查时，又采集到多件陶网坠。
2011年8月23日，公布为第四批大理市文物保护单位；2020年9月17日公布为第七批大理州文物保护单位。

## 图片

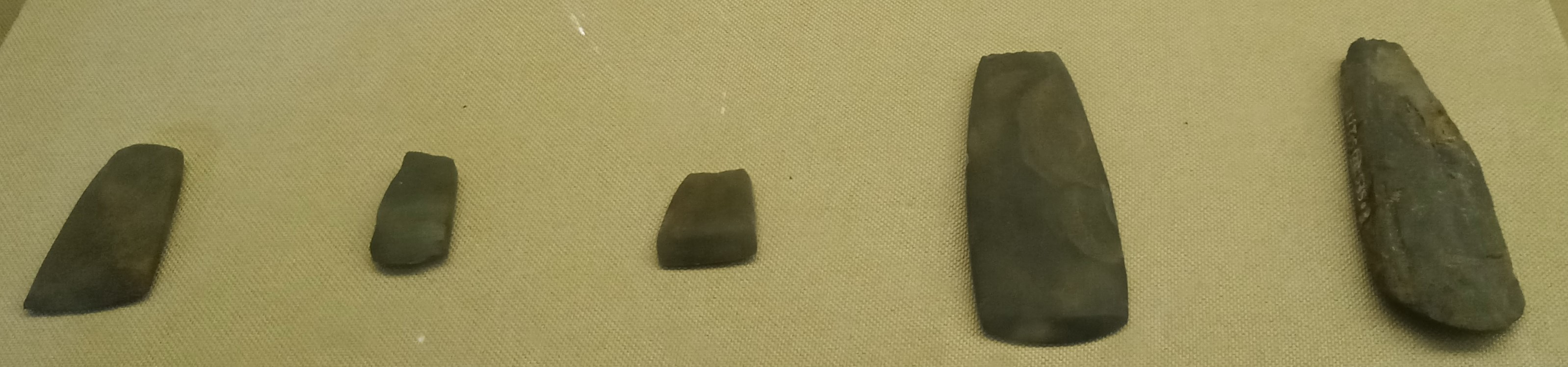
金梭岛及鹿鹅山采集的石锛，大理市博物馆藏
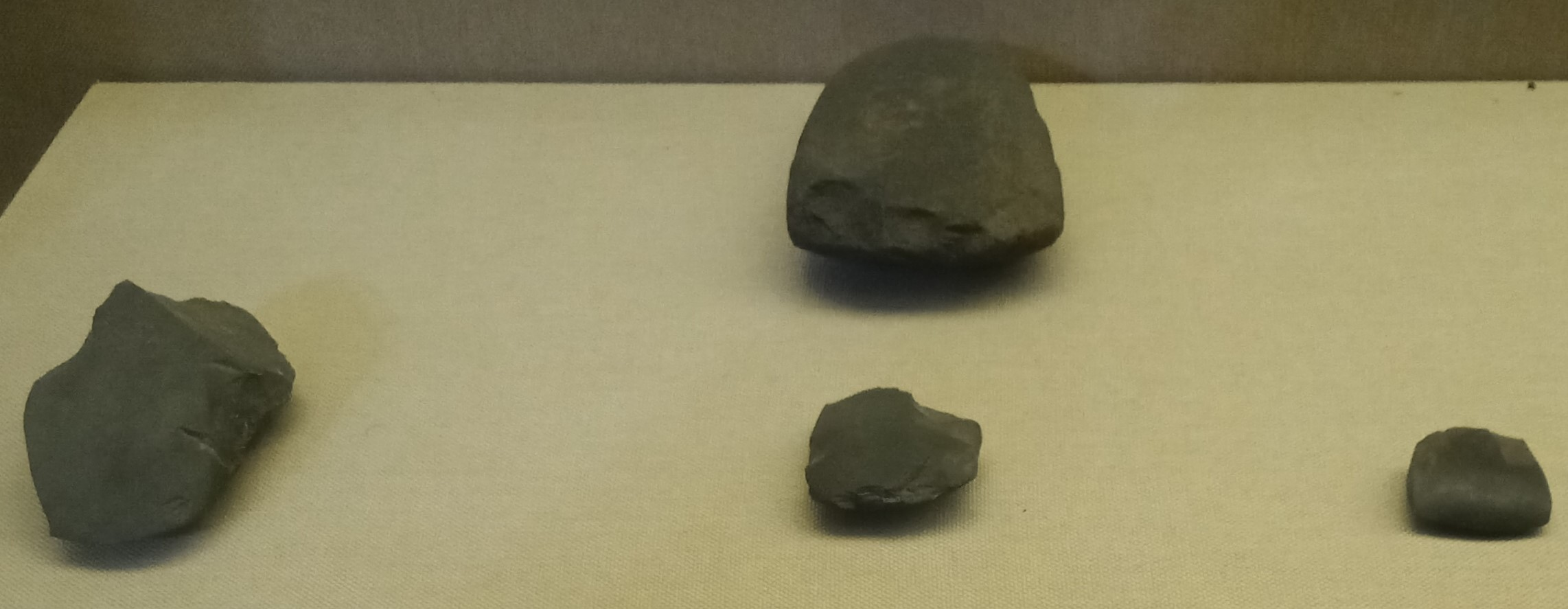
金梭岛及鹿鹅山采集的石斧，大理市博物馆藏
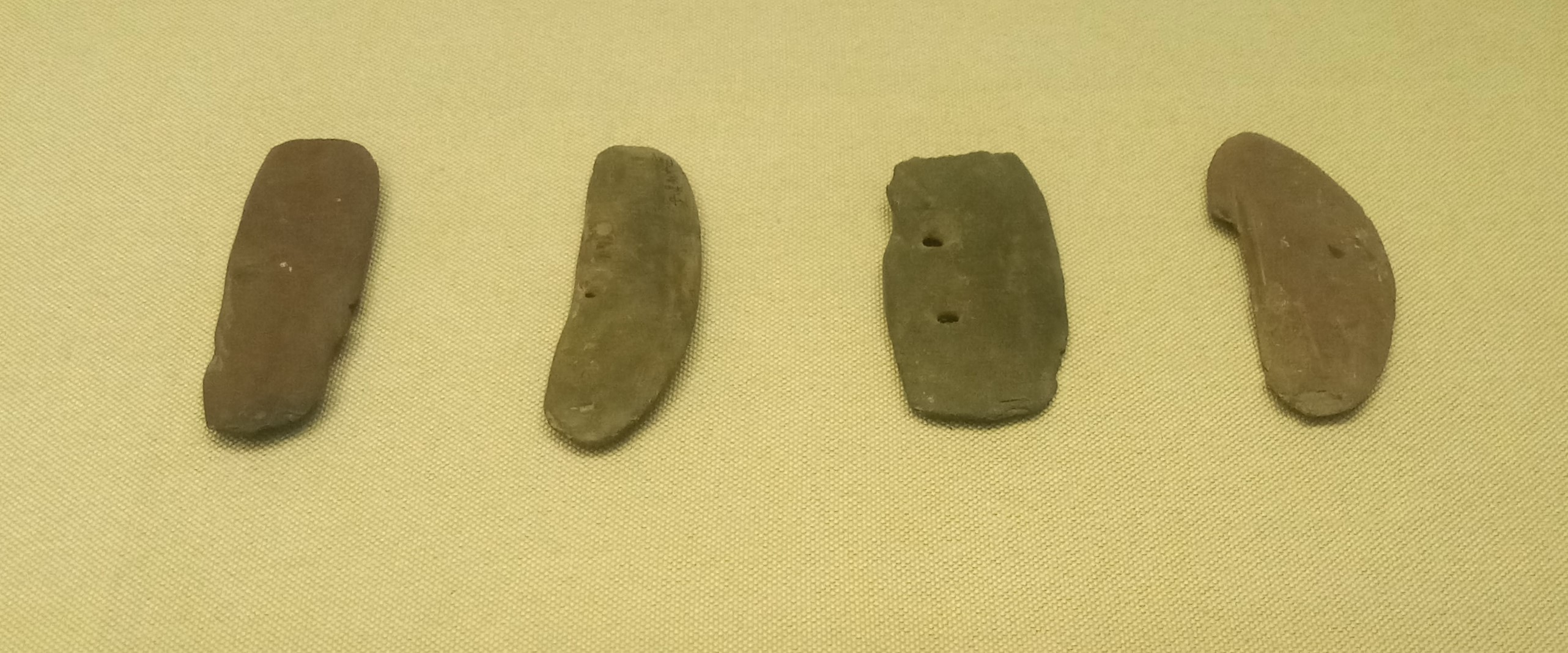
金梭岛及鹿鹅山采集的石刀，大理市博物馆藏